# Воробйовський район
Воробйовський район - район і муніципальне утворення (муніципальний район) на південному сході Воронезької області Росії.
Адміністративний центр - село Воробйовка.
1. ↑  ОКТМО. 179/2016. Центральний ФО